# Quarta Internazionale
La Quarta Internazionale è un'organizzazione internazionale socialista rivoluzionaria costituita dai seguaci di Lev Trockij, anche noti come trockijsti, il cui obiettivo dichiarato è quello di rovesciare il capitalismo globale e stabilire il socialismo attraverso una rivoluzione mondiale. La Quarta Internazionale fu fondata in Francia nel 1938 siccome Trockij e i suoi sostenitori, espulsi dall'Unione Sovietica, consideravano l'Internazionale Comunista come un'organizzazione burattina dello stalinismo e pertanto incapace di guidare la classe operaia internazionale al potere politico.

## Trockismo
Trockisti si definiscono coloro che sono in opposizione sia nei confronti del capitalismo sia nei confronti dello stalinismo che è andato al potere nell'Unione Sovietica dopo la morte di Lenin. Trockij sosteneva la necessità della rivoluzione del proletariato nel mondo intero (rivoluzione permanente) poiché prevedeva che uno Stato proletario da solo non avrebbe potuto reggere alla pressione del mondo capitalista. Inoltre, Trockij e i suoi sostenitori criticavano aspramente il totalitarismo del governo di Stalin, rilevando che il socialismo senza democrazia era impossibile: per via della crescente mancanza di democrazia nell'Unione Sovietica, affermavano che questa non era più un Paese socialista ma uno "Stato operaio" burocratizzato.

## Internazionali socialiste
Vi fu una lunga tradizione di organizzazioni socialiste con basi internazionali: lo stesso Marx aveva co-guidato la Associazione Internazionale dei Lavoratori (A.I.L.), nota anche come "Prima Internazionale". Dopo la disgregazione dell'A.I.L. nel 1876 vi furono molti tentativi di dare nuova vita all'organizzazione: essi culminarono con la formazione nel 1889 della Seconda Internazionale mentre nel 1919 fu fondato il Comintern o Terza Internazionale comunista.
Fondando la Quarta Internazionale nel 1938, Trockij e i suoi sostenitori patrocinavano il "Partito della rivoluzione socialista nel mondo" dichiarando la loro continuità nei confronti del Comintern. Nonostante l'Internazionale operaia socialista (di orientamento centrista e riformista) e la Terza Internazionale esistessero ancora, i trotskisti non le ritenevano più capaci di promuovere il socialismo e aiutare il proletariato. La costituzione della Quarta Internazionale era anche motivata dal desiderio di formare una forte corrente politica, invece di essere semplice opposizione al Comintern e all'Unione Sovietica.

## Decisione di formare l'Internazionale
Trockij e i suoi sostenitori si erano già organizzati dal 1923 come Opposizione di sinistra per contrastare il Comintern e la burocratizzazione dell'Unione Sovietica, causata anche dall'isolamento dell'economia dell'Unione Sovietica. La teoria di Trockij della rivoluzione permanente sosteneva che il capitalismo è un sistema mondiale e sottolineava la necessità di una rivoluzione per rimpiazzarlo con il socialismo (prima del 1924 anche il Comintern era su queste posizioni). Trockij segnalò che la teoria staliniana del socialismo in un solo Paese, invece, rappresentava soltanto gli interessi della burocrazia.
Nei primi anni 1930 Trockij e i suoi seguaci ritenevano che l'influenza di Stalin sul Comintern potesse ancora essere battuta. Essi si organizzarono quindi nell'Opposizione di Sinistra Internazionale (bolscevichi-leninisti) che si considerò l'ala sinistra (seppur non ufficiale) del Comintern, mirante a promuovere una modifica della linea ultrasinistra seguita dal Comintern dalla fine degli anni Venti. Nel 1933, a seguito della sconfitta dei comunisti tedeschi che ebbe come causa principale l'adesione alla suddetta linea cominternista, Trockij e il Segretariato Internazionale (l'organismo di direzione e coordinamento dell'Opposizione di Sinistra Internazionale) smisero di considerare come scopo del movimento trockista quello di cercare di raddrizzare il Comintern e iniziarono a progettare un'altra Internazionale comunista, la Quarta. Di conseguenza, l'Opposizione di Sinistra Internazionale (bolscevichi-leninisti) cambiò denominazione in Lega Comunista Internazionalista (bolscevichi-leninisti), che cambiò denominazione a sua volta nel 1936 in Movimento per la Quarta Internazionale. Soltanto il 3 settembre 1938, quest'ultimo movimento riuscì a fondare, a Périgny-sur-Yerres (nei pressi di Parigi), la Quarta Internazionale, ufficialmente denominata Partito Mondiale della Rivoluzione Socialista.
I sostenitori di Stalin che dominavano completamente l'Internazionale però non tollerarono i dissensi: tutti i trotskisti e i sospetti di essere stati influenzati dal trotskismo furono processati ed espulsi. Nel 1934 Trockij scrisse l'articolo "La guerra e la Quarta Internazionale", così mostrando la prospettiva verso cui intendeva muoversi. Nel 1935 egli constatò come il Comintern fosse irrimediabilmente caduto nelle mani della burocrazia. Pertanto partecipò a una conferenza presso il Bureau di Londra composto da partiti esterni sia all'Internazionale operaia socialista sia al Comintern. Il Partito Socialista dei Lavoratori della Germania, il Partito Socialista Indipendente (Paesi Bassi) e il Partito Socialista Rivoluzionario dei Paesi Bassi si unirono alla Opposizione di Sinistra firmando un documento scritto da Trockij invocante la formazione della Quarta Internazionale. Anche il Partito Socialista Operaio Rivoluzionario (RSAP) olandese lavorò con l'Opposizione di Sinistra.

## Conferenza Fondante
La motivazione posta alla base della fondazione della Quarta internazionale è quella di costruire nuovi partiti rivoluzionari di massa capaci di guidare al successo la rivoluzione dei lavoratori: si pensava che un'onda rivoluzionaria sarebbe cresciuta sensibilmente per via degli effetti della seconda guerra mondiale. Trenta delegati, quindi, parteciparono a una conferenza costitutiva (nel settembre 1938) che si tenne nella casa di Alfred Rosmer, a Perigny appena fuori Parigi. All'incontro furono presenti delegati delle maggiori potenze Europee e del Nord America: per ragioni di costi e distanza pochi furono i rappresentanti dell'Asia e dell'America Latina. Un segretariato fu costituito con molti degli allora leader trockijsti. Tra le risoluzioni adottate dalla conferenza vi fu il Programma di Transizione. Il Programma di Transizione era al centro delle dichiarazioni della conferenza, unendo le concezioni strategiche e tattiche del periodo. Non si tratta, comunque, del programma definitivo della Quarta Internazionale come spesso affermato, esso contiene invece un'analisi della situazione del movimento dei lavoratori ed una serie di indicazioni politiche di transizione formulate per portare al potere i lavoratori.

## Situazione attuale
Attualmente quando si parla di Quarta Internazionale ci si riferisce di solito al "Segretariato Unificato della Quarta Internazionale", la più grande e più diretta discendente dell'organizzazione fondata da Trockij. Il Segretariato Unificato è stato costituito nel 1963 per opera di Ernest Mandel, Pierre Frank, Joe Hansen e Livio Maitan: oggi è presente in più di 60 Paesi e possiede deputati in Danimarca, Germania, Portogallo e nel Parlamento europeo (Miguel Urbàn - Spagna), nonché molti consiglieri regionali e comunali. In Italia ci sono due sezioni: Sinistra Anticapitalista e Communia. La politica attuale del Segretariato Unificato è quella di coordinare le forze comuniste e anticapitaliste nei vari Stati in cui è presente, andando oltre l'idea di unire solo coloro che si considerano trotskisti e mirando a collaborare attivamente con altre associazioni anticapitaliste e libertarie. Dal 1984 il Segretariato ogni anno in estate organizza un campeggio internazionale aperto a tutti i giovani della Quarta Internazionale o appartenenti ad altri movimenti sociali e sindacali anticapitalisti. Il video del sedicesimo congresso mondiale (2010) può essere visto sul sito del PRT messicano.
In rottura con questa linea sono nate altre realtà derivanti dall'idea di Trockij: la Lega Internazionale dei Lavoratori - Quarta Internazionale, la Frazione Trotskista per la Quarta Internazionale e il Coordinamento per la Rifondazione della Quarta Internazionale. Tutte queste tuttavia non hanno la diffusione del Segretariato Unificato.

## Storia della sezione italiana della Quarta Internazionale
Fra il 1945 e il 1948 la sezione italiana della Quarta Internazionale è stata il Partito Operaio Comunista, fondato da alcuni uomini politici (tra cui Nicola Di Bartolomeo, pseudonimo "Fosco", già combattente nella guerra di Spagna): Di Bartolomeo aveva già partecipato nel 1931 alla Nuova Opposizione Italiana, una corrente di orientamento trotskista (con Pietro Tresso, Alfonso Leonetti e Pietro Ravazzoli). Nel luglio 1948 fu pubblicata la rivista Quarta Internazionale attorno a cui iniziò a formarsi un nuovo gruppo di iscritti, provenienti non solo dal POC ma anche dalla Federazione Giovanile Socialista Italiana, tra i quali Franco Archibugi, Sergio Milani e Giorgio Ruffolo, dal Partito d'Azione e dallo stesso Partito Comunista Italiano. La sezione italiana si ricostituisce nel gennaio 1949 e assume, nel febbraio 1950, il nome di Gruppi Comunisti Rivoluzionari: nell'aprile dello stesso anno iniziano le pubblicazioni della rivista Bandiera Rossa.
I Gruppi Comunisti Rivoluzionari praticarono l'entrismo nel Partito Comunista Italiano e, in misura minore, nel Partito Socialista Italiano. Nel 1966-1967 Bandiera Rossa passa da mensile a quindicinale, viene continuata la pubblicazione di Quarta Internazionale come rivista di teoria politica e viene dato avvio alla fondazione della rivista La Sinistra (che raccoglie l'area trotskista, guevarista e della sinistra alternativa). I GCR sono inseriti (a Roma e Milano in maniera massiccia) nella Federazione Giovanile Comunista Italiana (organizzazione giovanile del PCI) e nel PSIUP.
Nel 1969, a seguito della diaspora di molti iscritti che hanno preferito seguire l'onda dei movimenti di contestazione, viene abbandonata la tattica dell'entrismo nei grandi partiti. Nel 1972 i GCR sostengono alle elezioni la lista de il manifesto, i cui membri erano stati espulsi dal PCI. Nel 1976 i GCR sostengono alle elezioni la lista Democrazia Proletaria, che raggruppa gran parte dell'estrema sinistra.
Nel 1974 un gruppo di militanti Inglesi diede vita alla tendenza 'Militant', ruppe con la Quarta Internazionale e fondò il Comitato per un'Internazionale dei Lavoratori che praticò l'entrismo nella socialdemocrazia tradizionale europea.
Nel novembre 1979 il 21º congresso della sezione italiana della Quarta Internazionale decide di cambiare nome in Lega Comunista Rivoluzionaria. La rivista Bandiera Rossa diventa settimanale e nasce la nuova testata Critica Comunista. Nel 1980 la LCR partecipa alle elezioni amministrative con proprie liste. Nel 1983 e nel 1987 essa candida propri esponenti nella lista di Democrazia Proletaria. Nel 1984 inizia l'organizzazione dei campeggi giovanili estivi della Quarta Internazionale, tuttora esistenti.
Nel luglio 1989 la LCR tiene il suo quinto congresso in cui decide di sciogliersi dentro Democrazia Proletaria, portando 1 000 nuovi iscritti (su un totale di 6 500) e ottenendo 9 membri su 60 nella direzione nazionale. Resterà, per accordo, attivo un piccolo gruppo esplicitamente aderente alla Quarta Internazionale. Nel 1991 Democrazia Proletaria confluisce dentro Rifondazione Comunista e la LCR vi forma un'area interna chiamata semplicemente Bandiera Rossa. Nel partito ci sono anche esponenti riuniti attorno a Marco Ferrando e a Francesco Ricci che, pur dichiarandosi trotskisti, sono in disaccordo col Segretariato Unificato. Altro gruppo trotskista presente nel partito ma non facente parte del Segretariato Unificato è quello di FalceMartello.
Nel 1998 gli aderenti a Bandiera Rossa appoggiano l'uscita di Rifondazione Comunista dal primo governo Prodi ed entrano a far parte della maggioranza dirigente del partito. Dal 2001 al 2002 Rifondazione Comunista riesce a essere, anche grazie allo sforzo degli appartenenti a Bandiera Rossa, presente nella contestazione del G8 di Genova, dei Social forum di Seattle e Firenze, fino anche a quello di Porto Alegre.
Nel 2001 si tiene il quinto congresso di Rifondazione Comunista e Fausto Bertinotti firma il documento programmatico di maggioranza insieme a storici esponenti di Bandiera Rossa quali Luigi Malabarba e Livio Maitan. Nello stesso anno Malabarba diviene capogruppo del partito al Senato. Gli esponenti di Bandiera Rossa ricoprono incarichi importanti in tutti gli ambiti di Rifondazione Comunista: dal quotidiano Liberazione ai Giovani Comunisti. Nell'ottobre di quell'anno cessa le pubblicazioni la rivista Bandiera Rossa e viene sostituita dal periodico Erre, aperto anche a personalità esterne.
Nel giugno 2003 Fausto Bertinotti annuncia nuovi accordi fra Rifondazione Comunista e L'Ulivo, questo dà via a dissapori fra il segretario del partito e la corrente Bandiera Rossa. Nel marzo 2005 si tiene il sesto congresso di Rifondazione Comunista nel quale tale corrente si trasforma in Sinistra Critica, che raggruppa anime del partito in sintonia col comunismo anti-stalinista e vicino ai movimenti sociali non riconducibili alla Quarta Internazionale. Il documento di Sinistra Critica otterrà il 6,5% dei voti. Marco Ferrando viene escluso dalle liste di Rifondazione Comunista per le elezioni di aprile 2006 e decide di uscire, insieme ai suoi sostenitori, dal partito, gettando le basi, nel giugno 2006, per il Partito Comunista dei Lavoratori. Il gruppo di Francesco Ricci era già uscito ma aspetterà fino al gennaio 2007 per creare il Partito di Alternativa Comunista.
Nel gennaio 2007, pur restando parte integrante di Rifondazione Comunista, Sinistra Critica si costituisce in associazione indipendente. Nel marzo dello stesso anno, accanto al bimestrale di approfondimento storico-socio-politico Erre, inizia a uscire il mensile di attualità politica chiamato semplicemente Sinistra Critica. Nel dicembre 2007, dopo una lunga serie di dissapori (fra cui l'allontanamento da Rifondazione Comunista del senatore Franco Turigliatto, che si era rifiutato di votare il rifinanziamento della missione militare in Afghanistan) Sinistra Critica esce da Rifondazione Comunista. Alle elezioni politiche del 2008 il Partito Comunista dei Lavoratori ottiene lo 0,57% alla Camera (208 394 voti) e lo 0,55% al Senato (180 454 voti). Sinistra Critica ha presentato la sua lista raggiungendo lo 0,46% dei voti.

### Situazione italiana
La sezione italiana della Quarta Internazionale dal 2005 fino al luglio 2013 è stata interna all'organizzazione politica Sinistra Critica, impegnata nella formazione di una rete anticapitalista. Nel luglio 2013 Sinistra Critica si è scissa in due: Sinistra Anticapitalista e l'associazione Solidarietà Internazionalista (rete "Communia Network").
In contrasto con questa politica ci sono la Lega Internazionale dei Lavoratori - Quarta Internazionale, la cui sezione è il Partito di Alternativa Comunista, e il Coordinamento per la Rifondazione della Quarta Internazionale, la cui sezione italiana era il Partito Comunista dei Lavoratori.

## Congressi mondiali
- I Congresso - 1938
- II Congresso - Parigi, 2-21 aprile 1948
- III Congresso - 16-25 agosto 1951
- IV Congresso - luglio 1954
- V Congresso - ottobre 1957
- VI Congresso - gennaio 1961
- VII Congresso - Roma, giugno 1963
- VIII Congresso - dicembre 1965
- IX Congresso - aprile 1969
- X Congresso - febbraio 1974
- XI Congresso - novembre 1979
- XII Congresso - gennaio 1985
- XIII Congresso - febbraio 1991
- XIV Congresso - Rimini, giugno 1995
- XV Congresso - febbraio 2003
- XVI Congresso - febbraio 2010
- XVII Congresso - febbraio 2018[12]
- XVIII Congresso, Belgio 23-28 febbraio 2025[13]